# Educación horizontal
La horizontalidad desde un punto de vista psicológico, se puede concebir el aspecto interno o caracterológico de esta como una suerte de receptividad y apertura al otro. Nos referimos a una propensión íntima a la escucha y el diálogo, a la inclusión del prójimo y la tolerancia. Es la actitud mental que resulta imprescindible para el diálogo auténtico. Porque resulta casi imposible que el diálogo ocurra sin una apertura al otro, que parte de la íntima convicción, en los niveles más profundos de la psique, de que el otro vale, de que puede aportarnos algo.
Además, en la filosofía del siglo XX ha habido autores que han, de uno u otro modo, concebido la sociedad y el ser humano como naturalmente horizontales. Es el caso de todo el pensamiento dialógico de Martin Buber, Ferdinand Ebner y Franz Rosenzweig; el existencialismo de Gabriel Marcel o Karl Jaspers, y el personalismo de Mounier. Estos filósofos han comprendido como base de la constitución de la persona el diálogo, dentro de la horizontalidad en las relaciones humanas. 

## Horizontalidad y educación
La escuela, como se ha señalado ampliamente, cumple un importante papel en el aprendizaje de la horizontalidad. (Vid. Freire, P. Pedagogía del oprimido, siglo XXI, Madrid, 1992) Sintetizando algunos de estos planteamientos elaborados por la pedagogía más crítica, podemos decir que el sujeto aprende a ser lo contrario, o sea, vertical, desde niño. A través de una educación que consciente o inconscientemente socializa para ello mediante los mecanismos del autoritarismo muchas veces extremadamente sutiles. Por causa de esta suerte de des-educación, llega a constituirse como algo natural una relación con los demás seres humanos dentro de pautas autoritarias y verticales. Al menos, así lo pone de manifiesto el siempre controvertido pedagogo A. S. Neill, fundador de la escuela Summerhill, pionera en la educación no directiva, que intenta paliar precisamente estas desviaciones del ideal de hombre autónomo, con dominio de sí y, sobre todo, capaz de relacionarse horizontalmente con el otro. (Vid. Neill, A. S. Summerhill. Un punto de vista radical sobre la educación de los niños, FCE, Madrid, 1994) 
Pero además de A. S. Neill, hay muchos otros autores y obras en el pensamiento pedagógico contemporáneo, desde principios del siglo XX, en los que encontramos este enfoque desde perspectivas a veces divergentes. Desde la Ilustración, se ha desarrollado lo que podríamos denominar una pedagogía de la horizontalidad, opuesta a la escuela vertical. El paradigma de ello lo tenemos en Rousseau, (Vid. Rousseau, J. J. Emilio, o de la educación, Alianza, Madrid, 1998) pero lo encontramos especialmente claro y bien expuesto en Ferrière, destacado representante del activismo pedagógico (Ferrière, La escuela activa, Herder, Barcelona, 1982). A continuación se señalan algunos pasajes de su obra principal especialmente significativos, en los que resulta patente la relación entre escuela, verticalidad y sociedad antihumana (en el sentido de construida contra lo considerado humano o salud humana): 
“Entre las causas profundas de la guerra y la confusión actuales hay una cuya importancia no se ha subrayado bastante. En todos los países de Europa la escuela se ha esforzado por adiestrar al niño en la obediencia pasiva. Nada ha hecho por desarrollar el espíritu crítico. Nunca ha intentado favorecer la ayuda mutua. Es fácil ver ahora los resultados de este sistema paciente y continuo. Los pueblos no aprendieron a rebelarse contra las órdenes equivocadas de sus gobernantes y jefes militares. No supieron resistir las repeticiones cotidianas de la prensa. No pudieron adoptar medidas de solidaridad y cooperación capaces, con mucha frecuencia, de salvarlos de la miseria y el hambre.” (Ferrière, op. cit., 119). 
Poco después de este párrafo, continúa: “(...) Se establece un sistema de sanciones graduadas, utilizadas como arsenal de guerra para acabar con los recalcitrantes. Castigos y recompensas; imposiciones exteriores para formar, modelar, aplastar si es preciso, la personalidad del niño.” (pp. 119-120). “Y no es sólo que la solidaridad esté condenada a un destierro oficial de las aulas, sino que en éstas se establece una competencia obligatoria. Todo el sistema de notas y de puntos, buenos o malos, que culmina en las listas de puestos publicadas al fin del mes o del año, es un factor negativo para la cooperación y supone la fragmentación de la clase en pequeñas individualidades en competencia.” (p. 120).
Pero no siempre son tan evidentes los mecanismos de la asimilación de las reglas del juego competitivo y la verticalidad. En este sentido, los trabajos de posteriores psicólogos y pedagogos dan fe de ello y explicitan el proceso por el que aprendemos a amarnos en función de nuestra adecuación a una escala social que nos proporciona aprobación y prestigio a cambio de la asunción de los valores que imperan en el mundo social. En todo caso, detrás del mencionado proceso de socialización reproductora, y apoyándolo, hay fuertes miedos, como bien señalan A. S. Neill (1994) y Erich Fromm (Vid. Fromm, E. El miedo a la libertad, Paidós, Buenos Aires, 1976). Consciente de ello, el citado pedagogo escocés artífice de Summerhill afirma que “Realmente, la falta de miedo es la cosa más hermosa que puede ocurrirle a un niño.” (Neill, Op. cit., 24). El niño maleducado siente miedo ante la posibilidad de un mundo sin que sus padres estén de su lado. (P. 34). Resulta reveladora la lectura de sus contestaciones a padres preocupados en las cartas publicadas en su obra Hijos en libertad (Neill, Hijos en libertad, Altaya, Barcelona, 1999). Fundamentalmente, y como también hace Erich Fromm, entiende que los niños criados en libertad son los hijos criados sin el miedo a la desaprobación. Tales niños que crecen libres no se ubicarán, en los niveles profundos de la psique, en la verticalidad. 
La educación convencional, también desde la perspectiva de Neill, se vale de ciertas operaciones que ubican al educando, psíquicamente, en la verticalidad. En general, se movilizan profundos y primarios anhelos de los seres humanos, miedos profundos de la psique, redirigidos socialmente para servir a la propia sociedad que los educa (consúltese carácter social). Por esto, lo que resulta opuesto a la auténtica felicidad del hombre llegaría a percibirse como natural. Así, hay un discurso elaborado por filósofos, e incluso psicólogos, que describe a la naturaleza humana como intrínsecamente perversa y al individuo hostil ante los demás hombres. La idea de que el hombre es un lobo para el hombre, de la filosofía hobbesiana (consúltese Hobbes), entra de lleno en esta amarga concepción de la condición humana. Hay que señalar que, desde la visión de los autores que aquí se parafrasean, esta fe en la maldad natural del hombre sería ideológica (consúltese ideología).
La competitividad entre los individuos como modelo de relaciones sociales y fundamentada en la creencia de que el mundo consiste en la guerra de todos contra todos es, para esta perspectiva de la educación y de todas las concepciones horizontales de la sociedad, una concepción inmovilista de la realidad social, que otorga carácter de naturaleza a las manifestaciones contingentes de la configuración histórica actual. Según ellos, lo propio de un modelo concreto de sociedad se universalizaría y se elevaría a rasgo propio de la naturaleza humana. En este sentido, el pensamiento que ensalza la maldad del hombre y viene a prevenirnos a los unos de los otros y a pintarnos el mundo social como la lucha de todos contra todos se correspondería con una estructuración vertical de la sociedad, y a él serviría. 
Otro autor preocupado por la educación que esbozó la teoría de una sociedad y educación horizontales fue el pensador Iván Illich. Sus ideas se resumen en el concepto de convivencialidad, inventado por él. (Illich, I. La convivencialidad, Barral, Barcelona, 1978) Según él, una herramienta es convivencial si sirve al hombre, a sus necesidades naturales, y puede usarse para su beneficio. Así, afirma: “La convivencialidad es la libertad individual, realizada dentro del proceso de producción, en el seno de una sociedad equipada con herramientas eficaces.” (Illich, 1978, 27) De modo que “Una sociedad convivencial es una sociedad que ofrece al hombre la posibilidad de ejercer la acción más autónoma y más creativa, con ayuda de las herramientas menos controlables por los otros.” (Illich,1978, 40) Illich, en el fondo, alude a un hombre y una sociedad no alienados, a un sujeto con dominio de sí y control sobre la propia vida. Un sujeto dueño de sus herramientas, y no esclavo de ellas. Y una sociedad en la que la herramienta no domine al hombre. “En tanto que yo domine la herramienta, yo doy al mundo mi sentido; cuando la herramienta me domina, su estructura conforma e informa la representación que tengo de mí mismo.” (Illich, 1978, 41) 
En nuestras sociedades, no convivenciales según Iván Illich, todas las herramientas y la gran herramienta que las reúne a todas, o sea, la cultura, oprimen al hombre. Como hemos visto, en la verticalidad el sujeto padece la opresión de vivir enajenado, en función de lo que otros han decidido por él. En este sentido, una estructura piramidal, en la medida en que violenta y oprime al desvalido sujeto, se alejaría del ideal de la convivencialidad. Sería una sociedad cosificadora que absorbería toda libertad y toda individualidad.
Para Iván Illich, la escuela (todo tipo de escuela) también es opresiva. Se trata de una institución no convivencial. En sus controvertidos trabajos de los años setenta del siglo XX, resalta la acción paralizadora del saber vivo que lleva a cabo el profesor, su labor de custodio-guardián, moralista y terapeuta. (Illich, 1974, 47-48) Esta suplantación de la vida por parte de la institución es insistentemente criticada por Illich, con términos contundentes: “La asistencia a clases saca a los niños del mundo cotidiano de la cultura occidental y les sumerge en un ambiente mucho más primitivo, mágico y mortalmente serio.” (Illich, 1974, 49) Si esto es cierto, la escuela no es precisamente donde se da un clima de progreso y emancipación ilustrados. En ella se nos introduciría en el dominio paralizante del número. Es donde, principalmente, aprenderíamos a ser burócratas en cuerpo y alma. Illich incluso habla de la escuela en términos de cementerio del saber, lugar donde muere el conocimiento. En ella el niño experimenta la vivencia de un saber detenido y aislado del curso naturalmente dinámico de la realidad y la historia humana.
Pero quien de forma expresa utiliza el término horizontalidad en sus obras es el pedagogo Paulo Freire, llamado pedagogo de la liberación. Todo su pensamiento expresado en La educación como práctica de la libertad y Pedagogía del oprimido estudia a fondo las causas de la ausencia de horizontalidad en las relaciones humanas enfermas, para trazar un método pedagógico de concientización y liberación, en el que los seres humanos recuperen su dignidad de participantes en la propia cultura que los constituye. Su idea de una sociedad y escuela sana remiten a un modelo horizontal de las relaciones humanas.

## Relacionado
- Paulo Freire
- Iván Illich
- A. S. Neill

## Artículos en revistas universitarias de filosofía
- Horizontalidad y tolerancia (artículo en línea en castellano)
- Horizontalidad y educación (artículo en línea en castellano)

- Datos: Q5819928